# Marie-Pierre Monier
Pour les articles homonymes, voir Monier.
Marie-Pierre Monier, née le 28 février 1958 à Vaison-la-Romaine (Vaucluse), est une femme politique française.

## Biographie
Marie-Pierre Monier est née le 28 février 1958, à Vaison-la-Romaine dans le Vaucluse. Professeure de mathématiques, et engagée dans le milieu associatif et syndical, Marie-Pierre Monier a été élue Maire de Vinsobres en mars 2014, et Sénatrice de la Drôme en septembre de la même année : conformément à la législation sur le non-cumul des mandats, elle démissionne en octobre 2017 de son mandat de maire, mais continue de siéger comme conseillère municipale. 
Membre du Groupe socialiste et apparentés du Sénat, elle siège à la Commission de la culture, de l’éducation et de la communication et à la Délégation aux droits des femmes. 
Elle dépose en 2019 une proposition de loi portant sur les mentions et signes de la qualité et de l'origine valorisant les produits agricoles ou alimentaires, adoptée le 5 avril 2019 par le Sénat.
Lors des élections sénatoriales de 2020, elle est réélue Sénatrice de la Drôme.
À la suite de sa réélection, elle devient présidente de la section « Cultures traditionnelles et spécialisées » du groupe d'études Agriculture et alimentation du Sénat.

## Fonctions et mandats en cours
- Sénatrice de la Drôme
- Conseillère municipale de Vinsobres
- Membre du bureau du Parc Naturel Régional des Baronnies Provençales
- Membre du bureau de la CCBDP (Communauté de Communes des Baronnies en Drôme Provençale) depuis janvier 2017
- Membre du Conseil d'évaluation de l'École

## Anciens mandats
- Maire de Vinsobres (Drôme)
- Suppléante de Pierre Combes, Conseiller Général de la Drôme et Vice-Président chargé de l’agriculture et du tourisme, de 2011 à 2015.
- Vice-Présidente de la CCVE (Communauté de Communes du Val d'Eygues) chargée de la petite enfance, du CLIC et de la prévention spécialisée, de mars 2014 à décembre 2016